# Masurien

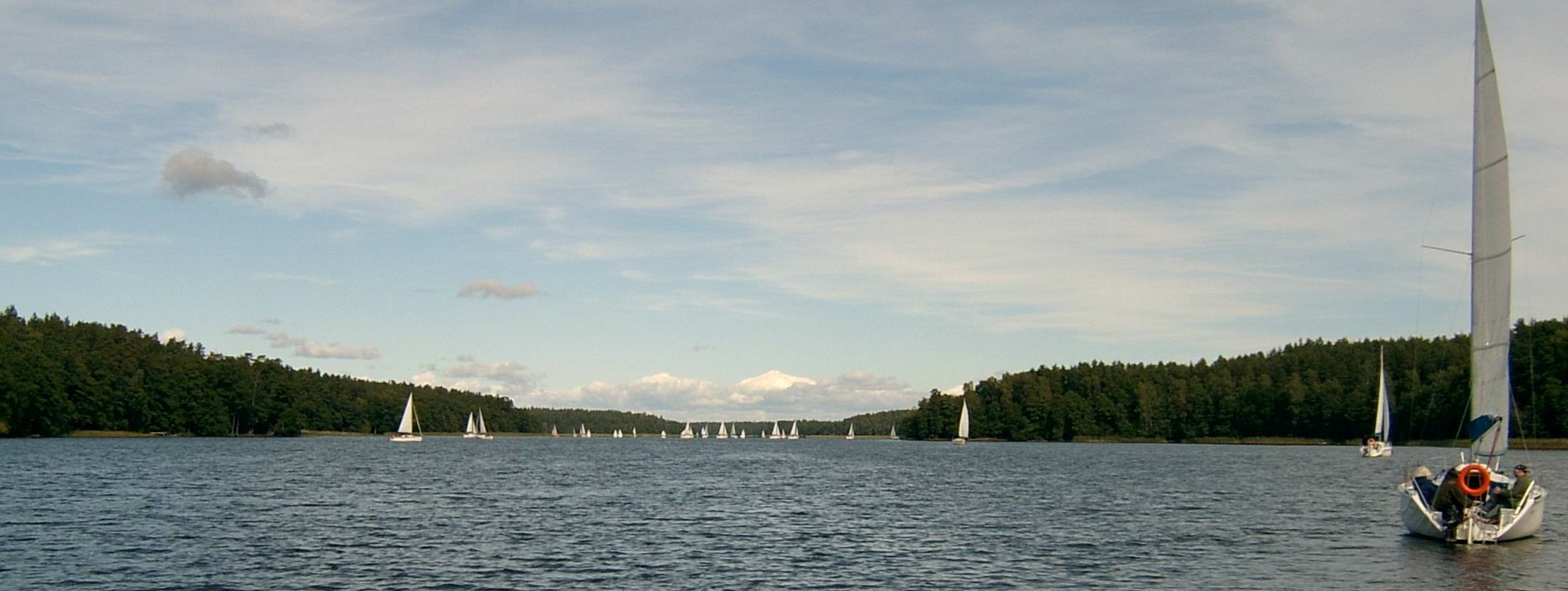
Segling på en sjö nära Mikołajki.

Masurien (på polska Mazury, på tyska Masuren) är en region i nordöstra Polen. Masurien är ett kuperat skogsland med många sjöar, de så kallade Masuriska sjöarna, som förenas genom de Masuriska kanalerna. Regionen är ett populärt turistmål.
Området har, tillsammans med det ryska Kaliningrad oblast i norr och en liten del av Litauen, tillhört Preussen. Dessa områden utgjorde före andra världskriget även den tyska exklaven Ostpreussen, då det indelades i kretsarna Allenstein, Oletzko, Osterode, Lyck, Lötzen, Sensburg, Johannisburg, Ortelsburg och
Neidenburg. Landets gamla huvudstad var Lyck.
Efter Potsdamkonferensen 1945 blev Masurien en del av Polen. Namnet Masurien härstammar från den etniska gruppen masurer, polska nybyggare från Masovien som bosatte sig i området efter att det erövrats av Tyska orden.

## Bilder

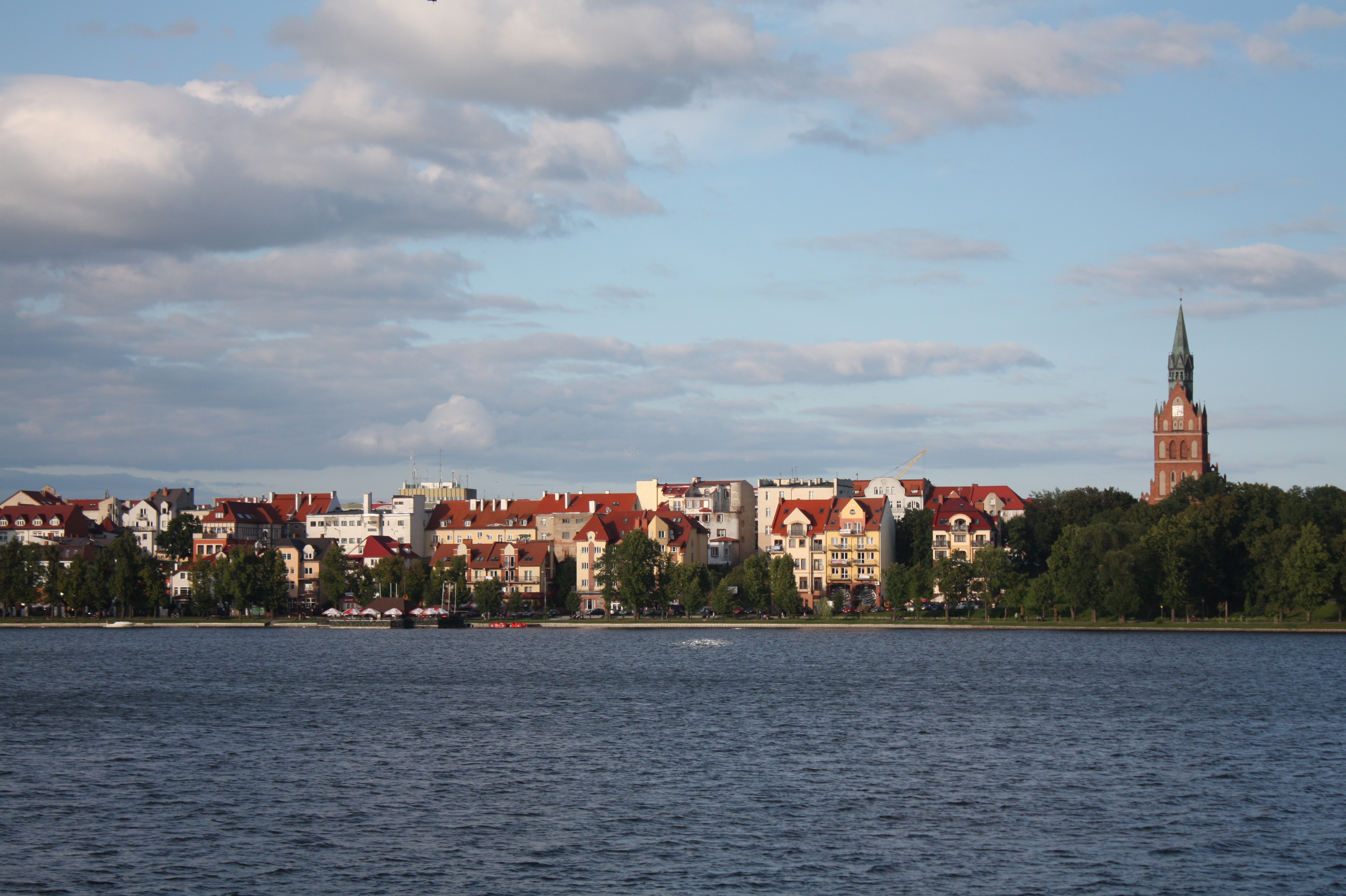
Ełk
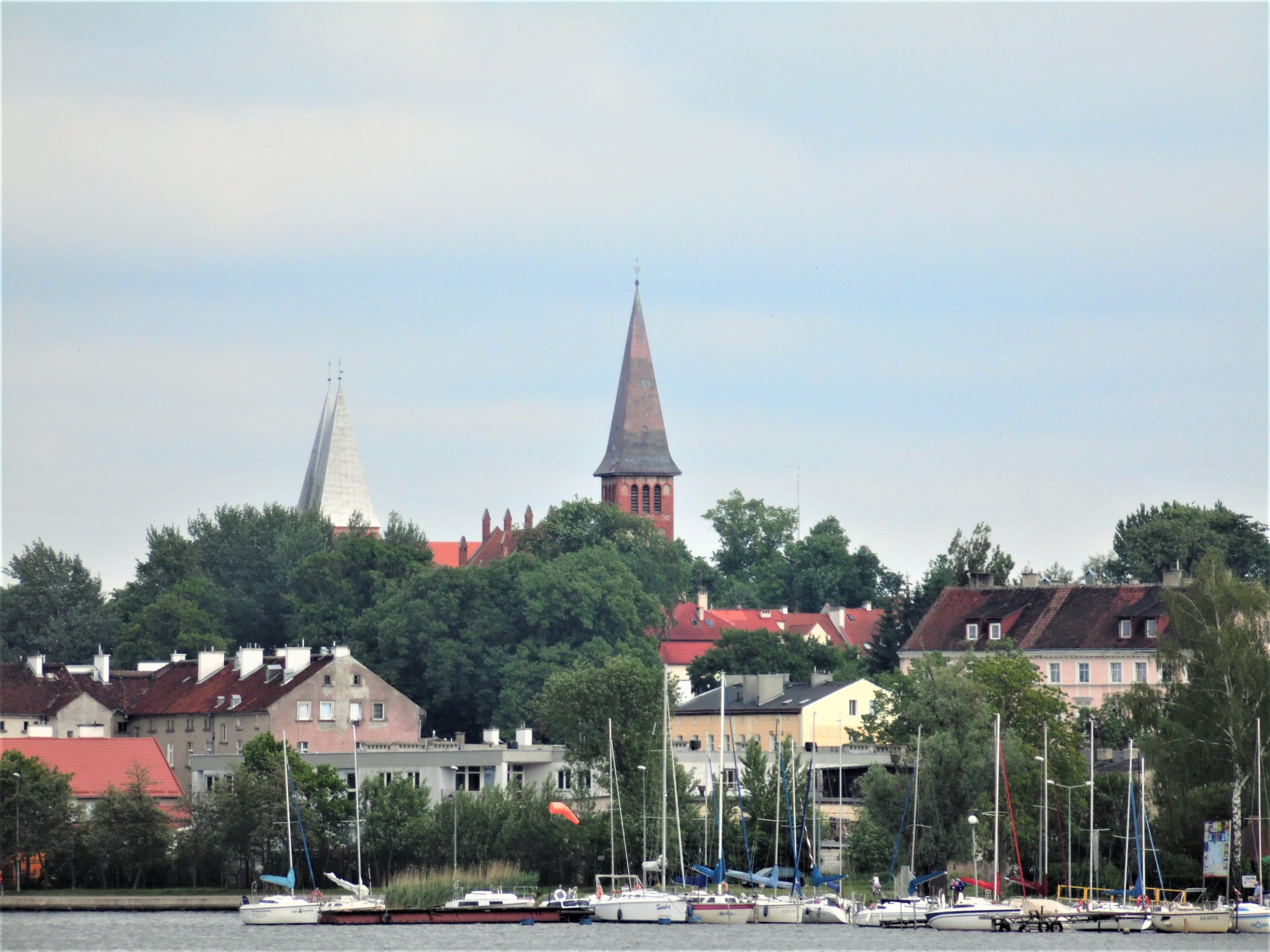
Ostróda
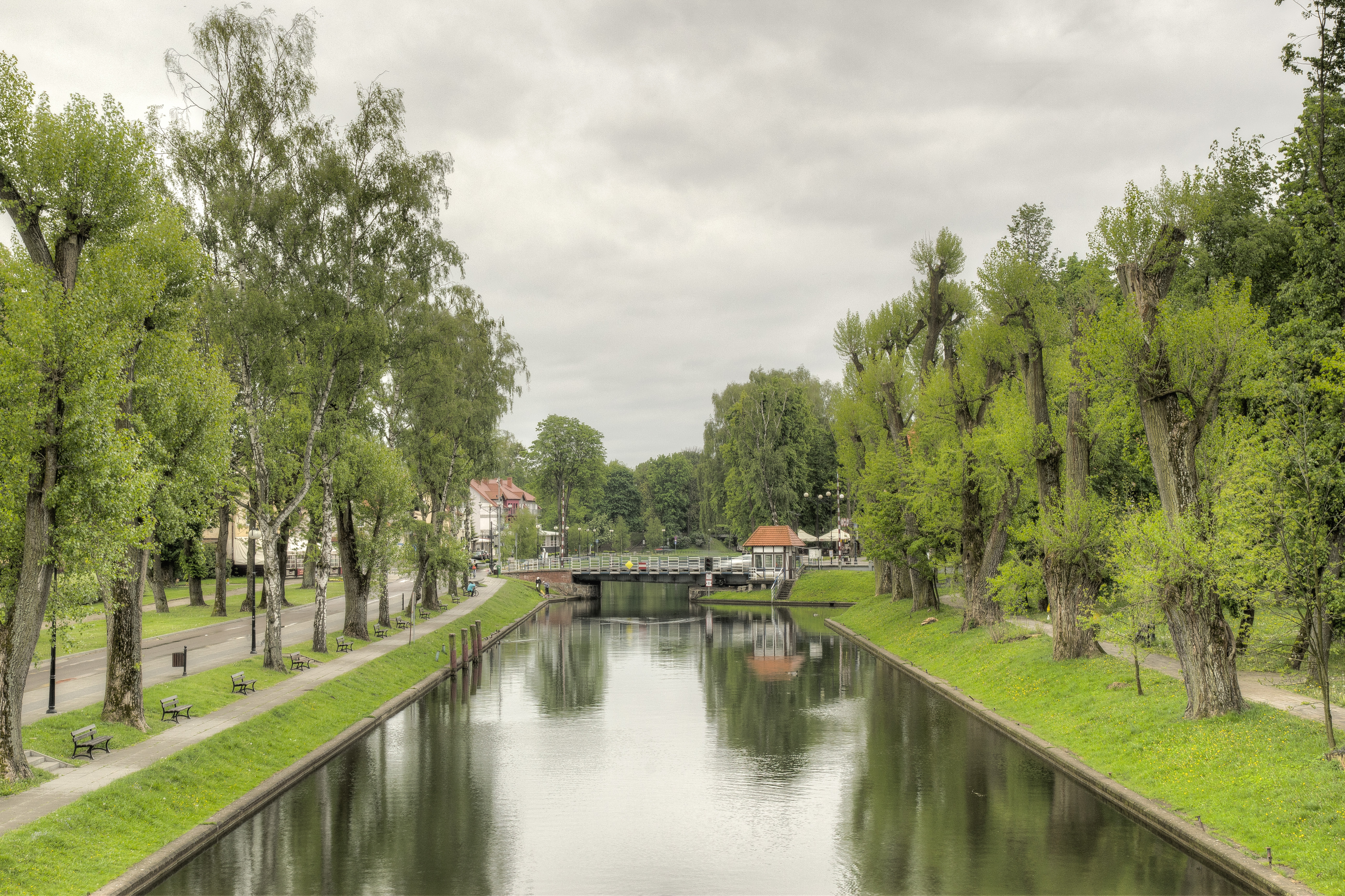
Giżycko
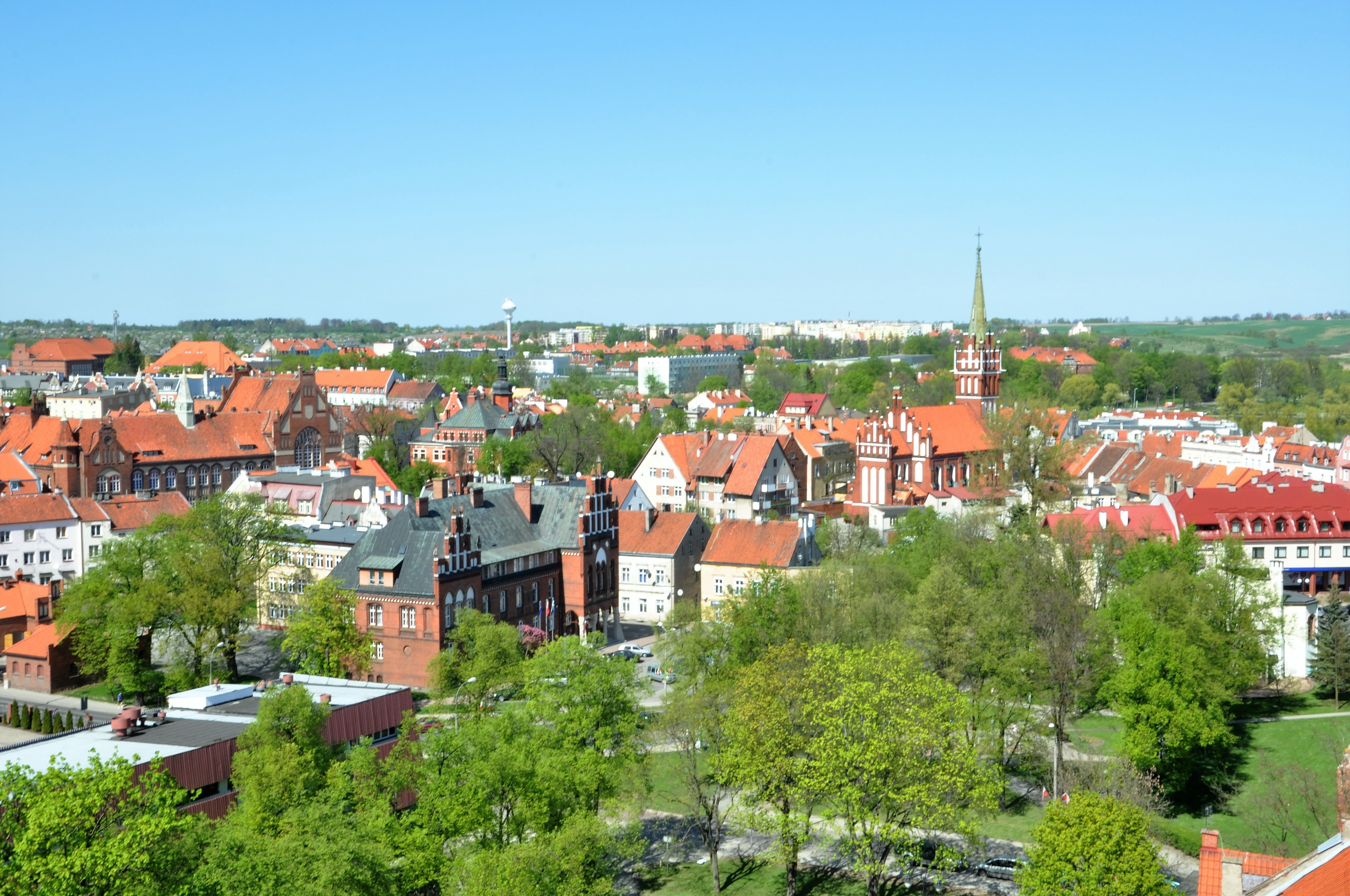
Kętrzyn
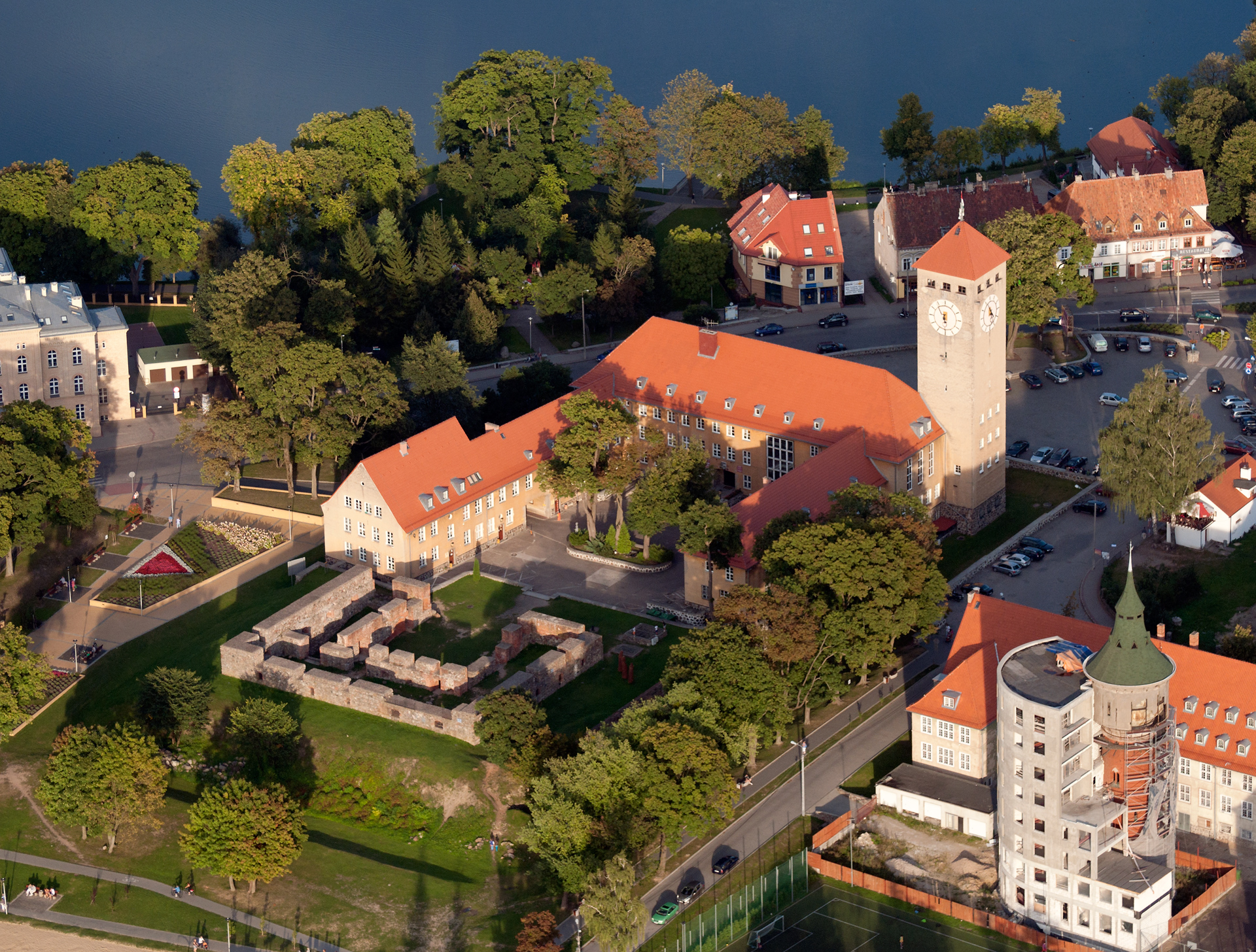
Szczytno
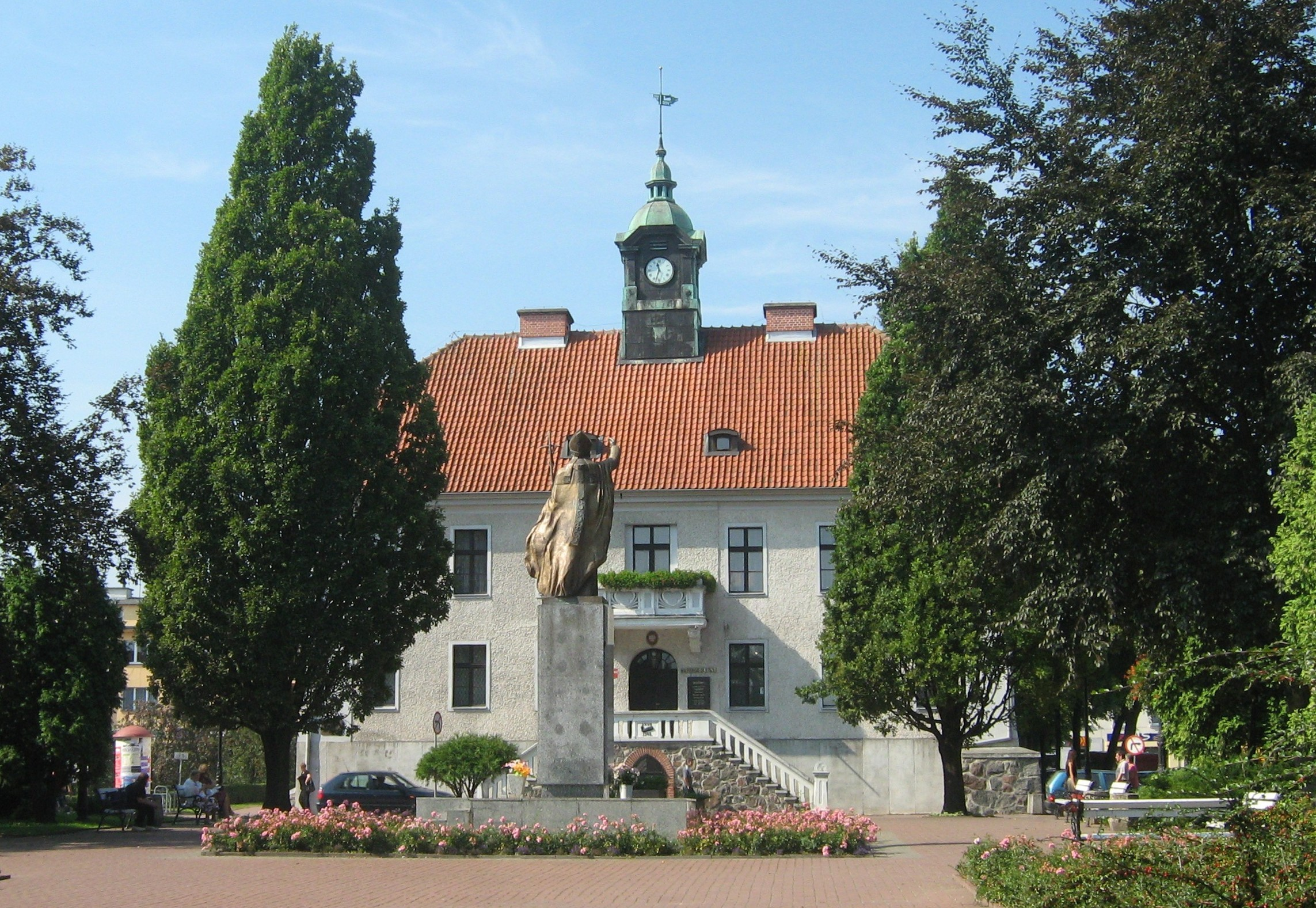
Mrągowo